# Grande famine Tenpō
La famine Tenpō (天保の飢饉, Tenpo no kikin), également connue comme la grande famine Tenpō (天保の大飢饉, Tenpo no daikikin), est une famine qui a touché le Japon durant l'ère Tenpō. On estime qu'elle est apparue en 1833 pour durer jusqu'en 1837. Ce fléau, causé par des inondations et un temps hivernal, a touché le plus durement le nord de Honshū. Il a causé une série de révoltes. 

## Famine
La Grande famine des années 1830 est une période dévastatrice au cours de laquelle l'ensemble du Japon subit la baisse rapide des températures et la perte de cultures, et à leur tour, les prix des marchands commencent à monter en flèche. Beaucoup meurent de faim pendant ce sombre épisode: « Le taux de mortalité pour un village dans le nord-est passe à trente-sept pour mille et celui de la ville de Takayama est de presque quarante-cinq pour mille ». Comme les cultures continuent de diminuer dans les campagnes, les prix augmentent et une pénurie d'approvisionnement amène les gens à lutter pour survivre sur les maigres reserves. Les dépenses croissante pour le riz en particulier, aliment de base des Japonais, constituent un coup dur à la fois pour l'économie et le peuple qui en est affamé. Certains doivent même se résoudre à « manger des feuilles et des mauvaises herbes, voire des imperméables en paille ».
Les samouraï subissent également les effets de la famine, face à des salaires inférieurs des gouvernements de domaine japonais en prévision des difficiles obligations fiscales à venir. Pour aggraver les conditions de vie déjà désastreuses de la famine, des maladies commencent enfin à se répandre et beaucoup de ceux qui mouraient de faim ne peuvent résister aux différentes épidémies telles que la peste, la variole, la rougeole et la grippe. Des milliers de Japonais meurent de faim à l'apogée de la crise en 1836-1837.

## Rébellions
L'une des rébellions provoquées par la Grande famine Tenpō est la rébellion d'un certain Ōshio Heihachirō (1792-1837). L'homme dont le nom a été donné à cette rébellion mène une tentative de révolte dans les années 1830 ce qui lui vaut d'être appelé Daimyojin yonaoshi, ou « sauveur du monde », pour ses tentatives de restauration morale. Ancien officier de police et lettré, Ōshio Heihachirō a demandé de l'aide aux commissionnaires et autres marchands aisés de la ville d'Osaka en 1837 mais n'a reçu que des marques d'indifférence. Choqué par son échec dans cette entreprise, Ōshio incite à un soulèvement pour s'opposer à ceux qui ont refusé leur aide. Avec environ 300 partisans, dont de pauvres citadins et des paysans de différents villages, Ōshio met le feu à un cinquième de la ville d'Osaka. Mais la rébellion est rapidement réprimée, forçant Ōshio à une rapide retraite à l'issue de laquelle il se suicide.
Le savant Ikuta Yorozo (1801-1837) est également à l'origine d'une rébellion aux racines semblables à celle de Ōshio Heihachirō. Ikuta avait ouvert une école pour l'éducation des adolescents, composés principalement de paysans. Ayant également souffert de la Grande Famine Tenpō, Ikuta désespère de l'absence d'aide que les bureaucrates locaux sont prêts à fournir et en 1837 il assemble une bande de paysans en représailles. Ensemble, ils lancent une attaque contre les bureaucrates, avec des résultats dévastateurs mais l'entreprise se termine avec le suicide d'Ikuta.